# George Psalmanazar

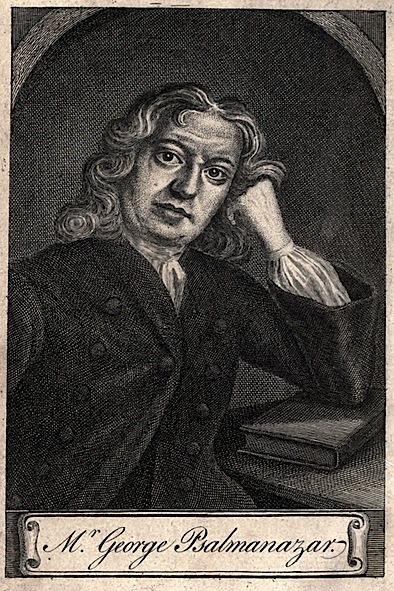
George Psalmanazar

George Psalmanazar (ur. ok. 1679, zm. 3 maja 1763) – awanturnik i oszust.
Jego prawdziwe imię nie jest znane, ale przypuszcza się, że pochodził z południa Francji. Udawał mieszkańca wyspy Formoza (Tajwan) i mówił pseudo-językiem, twierdząc, że jest to japoński. Innes, kapelan wojskowy, uchodzący za człowieka bez skrupułów, zorientował się, że ma do czynienia z oszustem, który jednak może się do czegoś przydać. Wydostał Psalmanazara z wojska, gdzie ten służył i namówił do oficjalnego przejścia na chrześcijaństwo i napisał w tej sprawie list do biskupa Londynu Henry’ego Comptona (1632–1713), który chętnie powitał Innesa i „Japończyka-konwertytę”. Innes namówił go potem do napisania historii jego rzekomej ojczyzny – Formozy. Ten napisał ją po łacinie w uczonym stylu jednak była ona zupełnie zmyślona, a jej angielskie tłumaczenie stało się bestsellerem. Była trudna do zweryfikowania ponieważ z europejskich narodów z Japonią do czynienia mieli w zasadzie jedynie Holendrzy. Lord Pembroke był jednym z niewielu, którzy mieli pewne wątpliwości. Psalmanazar przetłumaczył następnie katechizm na „japoński”, co nie mogło stać się bestsellerem, ale zapewniło mu prestiż wśród naukowców i duchownych. Gdy Innes go opuścił by zostać kapelanem generalnym wojsk, Psalmanazar wdał się w rozmowę z wybitnym astronomem Halleyem, który zadawał mu trudne pytania o położenie słońca w zenicie na Formozie, na które oszust nie umiał odpowiedzieć składnie, w przedmowie do nowego wydania historii Formozy napisał jednak, że Halley był zadowolony z jego wynurzeń, co zdenerwowało astronoma, który publicznie oświadczył, że Psalmanazar jest oszustem. Ten zaś opublikował szybko pamiętniki, w których sam się przyznał do tego i wyraził skruchę. Do oszukanych należał także leksykograf i pisarz Samuel Johnson, który przyjmował Psalmanazara w swoim klubie i chwalił go za pobożność.